# Tip 99
Tip 99 (poznat pod nazivima ZTZ-99 i WZ-123) kineski je glavni borbeni tenk koji je razvijen na osnovi tenka Tip 98. Trenutno je najmoderniji tenk u sastavu kineske vojske.

## Povijest
Tip 99 je rezultat razvoja kineske vojne industrije. Razvijen je kao bi konkurirao modernim tenkovima zapada i modernizirao zastarjelu kinesku kopnenu vojsku. Sve je počelo s prvim prototipom znanim kao Tip 90. Imao je ruski 125 mm glatkocijevni top s autopunjačem koji je testiran tijekom ranih 1990-ih. Taj tenk bila je "odskočna daska" za razvoj modernog kineskog glavnog borbenog tenka. Tijekom Zaljevskog rata, pokazalo se da taj tenk ne može komparirati zapadnim M1 Abrams-u i Challenger-u. Daljnjim razvojem napravljen je tenk Tip 96. Kako je zbog manje cijene tenka korištena zastarjela oprema (neki nisu imali ni termoviziju), a performanse tenka nisu bile zadovoljavajuće, 1999. godine na vojnoj paradi u Pekingu, prikazan je prvi prototip Tip 98 tenka. Kasnijom nadogradnjom i poboljšanjima na oklopu i izdrživosti motora, dobiven je Tip 98G po kojem je napravljen Tip 99.
Tip 99 je mješavina zapadnog i ruskog poimanja tenka. Tijelo tenka vrlo je slično tijelu ruskog T-72 tenka, dok je kupola sprijeda zašiljena kao i kod zapadnih tenkova. Tip 99 kao i Tip 96 i ruski T-90 može ispaljivati rusku protuoklopnu raketu 9M119 Refleks (NATO naziv: AT-11 Sniper) koja se pod licencom radi u Kini. Pokreće ga vodom hlađeni Dieselov motor koji je kopija uspješnog njemačkog MTU motora.

## Dizajn

### Vatrena moć
Tip 99 naoružan je 125 mm/50 kalibara ZPT98 glavnim glatkocijevnim topom koji je stabiliziran u dvije ravnine. Opremljen je autopunjačem, a top se u slučaju oštećenja može zamijeniti za manje od 1 sata. Borbeni komplet iznosi 41 granata koje su smještene u punjaču i u tijelu tenka. Brzina paljbe je 8 granata u minuti automatski ili 1 do 2 granate kad se top puni ručno. 
Iz topa se mogu ispaljivati više vrsta granata pa i ruska protuoklopna vođena raketa 9M119 Refleks (NATO naziv: AT-11 Sniper), koja se još proizvodi i u Kini pod licencom. Raketa je učinkovita na kopnene ciljeve na udaljenosti do 4000 metara, dok je za mete u zraku 5000 metara. U borbenom kompletu tenka nalaze se 4 ovakve rakete. 
Sekundarno naoružanje sastoji se od 12,7 mm strojnice koja je postavljena na kupolu i namijenjena je zapovjedniku. Ugrađena je i 7,62 mm suspregnuta strojnica, koja je postavljena u kupoli, desno od topa.
Tenk sa svake strane kupole ima po 5 bacača dimne zavjese.
Sustav upravljanja paljbom (SUP) znatno je bolji od onog na Tip 96 tenku. Sastoji se od digitalnog balističkog računala, dan/noć periskopa za zapovjednika, termovizije, laserskog daljinomjera dometa 9 km itd. S novom termovizijom Tip 99 može locirati neprijateljski tenk na udaljenosti do 9 km u svim vremenskim uvjetima.

### Oklopna zaštita
Tenk Tip 99 ima višeslojni (kompozitni) oklop na koji se mogu postaviti i pločice eksplozivno-reaktivnog oklop (ERA). Smatra se da je oklop sličan oklopu ruskog tenka T-90.

### Pokretljivost
Za pokretanje Tip 99 koristi vodom hlađeni Dieselov motor s 1500 ks koji je napravljen prema njemačkoj MB871ka501 Dieselovoj tehnologiji. S masom tenka od 54 tone, ovaj motor pruža odličan omjer snage i težine od 27,78. Maksimalna brzina tenka je 80 km/h po dobrom putu, a 60 km/h po terenu. Od 0 - 32 km/h ubrzava za 12 sekundi. Relativno mala masa u odnosu na zapadne tenkove (M1 Abrams 70 tona, Leopard 2 60 tona) i s ovakvim motorom Tip 99 je jedan od najbržih glavnih borbenih tenkova u svijetu.

## Verzije

### Tip 98
Tip 98 (negdje se naziva i ZTZ98) je glavni borbeni tenk kineske proizvodnje koji je prvi put prikazan na vojnoj paradi povodom 50. obljetnice osnutka kineskih oružanih snaga 1999. godine u Pekingu. Prvi je kineski tenk s termovizijom za topnika. Oklop tijela i kupole tenka izrađeni su od višeslojnog oklopa, koji pruža veću zaštitu od homogenog čeličnog oklopa protiv projektila s penetratorom i visoko eksplozivnih granata. tenk ima masu od 51 tone pokretan 1200 ks jakim kineskim 150HB Dieselovim motorom i razvija maksimalnu brzino od 70 km/h. Na temelju Tip 98 tenk razvijen je Tip 99.

### Tip 99G
Tip 99G je modernizirana verzija tenka Tip 99 na kojem su napravljene manje izmijene u opremi tenka. Poboljšana je optika i termovizija, komunikacijska oprema itd.

## Korisnici
- NR Kina - oko 200 + 400 (Tip 98)